# Противостояние (сериал, 1985)
«Противостоя́ние» — советский цветной (со вставными чёрно-белыми фрагментами кинохроники и стилизованными под хронику кадрами времён войны) пяти-шестисерийный телевизионный художественный фильм (вторая серия состоит из двух частей), поставленный на киностудии «Ленфильм» в 1985 году режиссёром Семёном Арановичем по одноимённому роману Юлиана Семёнова.
Фильм снят по заказу Государственного Комитета СССР по телевидению и радиовещанию.

## Описание сюжета
Сюжет фильма завязан на двух временных пластах. Первый из них относится к 1979—1980 годам, протекая главным образом на территории СССР; второй — к годам Великой Отечественной войны, при этом он затрагивает линию фронта и территорию Германии.
Один из пассажиров такси, лингвист Георгий Петрович Ко́зел, возвращающийся из аэропорта в северный город Нардын (в романе Юлиана Семёнова — Магаран), находит в кустах мешок, завязанный на странный узел, а в мешке — обезглавленный труп с отрубленными кистями рук. К делу подключается отдел уголовного розыска по особо важным делам Главного управления уголовного розыска (ГУУР) МВД СССР под руководством полковника милиции Костенко. По отпечаткам пальцев экспертам удаётся идентифицировать погибшего — Михаила Гончакова, пропавшего осенью 1979 года. Отсеяв нескольких подозреваемых — рецидивиста Загибалова и бывшего уголовника Спиридона Калиновича Дерябина, — сыщики устанавливают, что Гончаков уехал на такси водителя Милинко́. Однако водитель таксопарка Григорий Милинко уволился и уехал из города вместе со своей любовницей Анной Петровой.
Сыщики находят информацию, что в 1945 году в прифронтовой полосе был найден труп со схожими повреждениями. Изучая письма, помощник Костенко Кардава устанавливает, что погибший — морской пехотинец Григорий Милинко́. Мать Милинко не узнаёт сына на фотографии таксиста. У озера Рица найден обезглавленный женский труп со схожим почерком преступления. Милиция устанавливает, что погибшая — Анна Петрова, и что узел на мешке был завязан по способу немецких десантников. Отпечатки пальцев, найденные в Нардыне, отправляют в ГДР, где устанавливают личность лже-Милинко. Это избежавший наказания приспешник нацистов Николай Кротов, который в сентябре 1941 года во время битвы за Киев перешёл на сторону врага, принеся с собой тяжелораненого политрука — своего одноклассника Георгия Ко́зела.
После работы провокатором в лагерях военнопленных Кротов (кличка — «Кротик») успешно прошёл курс экспериментального лечения от заикания в немецком госпитале и отучился в разведшколе, после чего выполнял задания диверсионно-террористического характера в советском тылу. Однажды он залез в сейф своей домохозяйки и любовницы — владелицы ювелирного магазина Греты Пикеданц, а та вызвала полицию. Отбыв год в концлагере, Кротов выполнил задание СД по расстрелу жителей немецкой деревни «советским десантом», и его преступление было прощено. Во время боёв за Бреслау в марте 1945 года Кротов убил своих товарищей, переоделся в гражданскую одежду, подкараулил и убил на дороге возвращавшегося из госпиталя военнослужащего Григория Милинко и дальше жил под его именем. Работая в нардынском таксопарке, он соблазнился огромным золотым самородком, который Дерябин продал во время попойки Гончакову, и убил последнего. Но самородка при убитом не оказалось.
Преступник и в год Олимпиады по-прежнему опасен и неуловим. Он успел посетить своих родственников в нескольких городах СССР и выкрасть свои фотографии из их семейных альбомов. В Смоленске он вступил в связь с вдовой своего родственника Ниной Кротовой, а потом убил её, несмотря на то, что милиция успела взять её под охрану. Милиция находит бывшего диверсанта Лебедева, служившего с Кротовым. Кротов звонит Лебедеву и приказывает ему прийти на рынок, угрожая отправить властям компромат. Лебедев вешается. Понимая, что Кротов решил уйти за границу с награбленными ценностями, власти перекрывают пути бегства. Костенко уверен, что Кротов сорвётся так же, как в случае с самородком. Развязка наступает в аэропорту, где у Кротова не выдерживают нервы: он захватывает заложницу и собирается угнать самолёт. Проникшая на самолёт антитеррористическая группа обезвреживает преступника.

## В ролях
— главная роль
- Олег Басилашвили — Владислав Николаевич Костенко, полковник милиции Главного управления уголовного розыска МВД СССР
- Андрей Болтнев — Николай Иванович Кротов, изменник Родины, скрывающийся под именем таксиста Григория Милинко
- Юрий Кузнецов — Алексей Иванович Жуков, майор милиции, начальник отдела уголовного розыска УВД города Нардына
- Мурман Джинория — Реваз Григорьевич Кардава, майор милиции, помощник полковника Костенко
- Виктор Гоголев — Георгий Петрович Ко́зел-старший, научный сотрудник
- Наталья Сайко — Анна Кузьминична Петрова, любовница Кротова
- В. Парменов — Григорий Дмитриевич Загибалов, бывший уголовник, отбывавший срок вместе с Дерябиным
- Эльвира Дружинина — Загибалова, жена Загибалова
- Александр Казаков — Спиридон Калинович Дерябин, бывший уголовник по кличке «Простата» (роль озвучил Вадим Яковлев)
- Ольга Семёнова — Кира Королёва, молодая журналистка газеты в городе Нардын
- Александр Филиппенко — Роман Кириллович Журавлёв, ветеринар
- Вера Быкова-Пижель — Диана Савельевна Журавлёва (Кузьмина), жена Журавлёва
- Ольга Самошина — Дора Сергеевна Кобозева («Дора-бульдозер»), подруга Гончакова
- Олег Пальмов — Саков, знакомый Григорьева
- Валерий Филонов — Григорьев, приятель Гончакова, повар
- Аля Никулина — жена Григорьева
- Елизавета Никищихина — Щукина, соседка Петровой, биолог
- Станислав Садальский — Геннадий Цыпкин, таксист в Нардыне, подрабатывающий шитьём брюк
- Талгат Нигматулин — Уразбаев, капитан уголовного розыска в Коканде
- Галина Макарова — Клавдия Егоровна Ефремова, тётя Петровой, живущая в Коканде
- Константин (Котэ) Махарадзе — Серго Сухишвили, полковник милиции, начальник уголовного розыска в Абхазии
- Юрий Ступаков — Дмитрий Иванович, генерал милиции, начальник УГРО МВД СССР
- Сергей Бехтерев — Алексей Кириллович Львов, первый возлюбленный Петровой, проживающий в Адлере
- Арцрум Манукян — Месроп Санамян, майор милиции, сотрудник уголовного розыска в Адлере (роль озвучил Владимир Татосов)
- Эльвира Колотухина — Галина Ивановна Кротова, приёмная дочь родителей Кротова
- Наталья Лабурцева — Нина Тимофеевна Кротова, зав. ювелирным магазином в Смоленске, вдова двоюродного брата Н. И. Кротова
- Тамара Шемпель — Ирина Григорьевна Евсеева, заместитель Кротовой в ювелирном магазине
- Мария Берггольц — Александра Евгеньевна, школьная учительница Н. И. Кротова
- Василий Шайдук — Глеб Гаврилович Юмашев, одноклассник Н. И. Кротова (роль озвучил Игорь Ефимов)
- Виктор Старостин — Егор Евдокимович Нарциссов, дядя Н. И. Кротова
- Николай Ферапонтов — Михаил Гончаков («Миня») (роль озвучил Валерий Захарьев)
- Владимир Головин — Эрнест Васильевич Лебедев, работник спасательной станции в Сухуми, бывший напарник Н. И. Кротова в годы войны
- Витаутас Паукште — Пауль Келлер, военный историк, работающий в архивах ГДР

## В эпизодах
- Николай Боярский — Фёдор Васильевич Варенцов, начальник отдела кадров на заводе, где работает Загибалова
- А. Адашевский
- Анатолий Гаричев — немецкий офицер
- В. Рябинин — эсэсовец
- Рудольф Челищев — унтершарфюрер, присутствующий при первом допросе Кротова
- В. Герасимов
- К. Антонов
- Н. Жидков
- Альберт Печников — Кондаков
- Михаил Воронюк — фокусник, сосед Костенко по гостиничному номеру
- Алла Текшина — администратор в гостинице
- Александр Хазин
- Юрий Серов
- А. Бабаров
- И. Курицына
- К. Пуговкин
- Николай Муравьёв — полковник, работник архива МО СССР
- Алексей Булдаков — директор таксопарка в Нардыне (роль озвучил Валерий Кравченко)
- Нора Грякалова — Варвара Дмитриевна, работник отдела кадров таксопарка в Нардыне
- В. Заводсков — врач-эсэсовец в спецшколе абвера
- Светлана Костюкова — медсестра в спецшколе абвера
- Анатолий Сливников — сержант милиции в Нардыне
- Татьяна Захарова — Ирина Георгиевна, жена Жукова, учительница математики в средней школе
- Галина Фигловская — работник архива МО СССР, член международной комиссии, расследующей диверсию гестапо
- Ольга Лоцманова — мать Григория Миленко
- Владимир Рожин — зам. председателя горисполкома в г. Нардын
- Валентин Головко — секретарь горкома КПСС г. Нардын
- Виктория Доррер — фрау Пикеданс, хозяйка ювелирного магазина, любовница Кротова
- Игорь Иванов — приятель Киры Королёвой
- Наталья Акимова — «Зина», персонаж номера самодеятельности
- Андрей Краско — «Иван», персонаж номера самодеятельности
- К. Алексютина
- Ф. Войцеховский
- Людмила Виноградова
- Леонид Тимцуник — шеф гестапо
- Валерий Доронин — Раушке, немец, командир Кротова
- Андрей Смоляков — настоящий Григорий Милинко́, морской пехотинец (роль озвучил Сергей Паршин)
- Анатолий Худолеев — специалист по дальней связи на судне
- Юзеф Мироненко — Пастухов, брат Анны Петровой, штурман дальнего плавания
- Лора Умарова — заместитель директора обувной фабрики по сбыту
- Пауль Ринне — подполковник милиции, следователь в Риге
- Геннадий Лайне — сосед Александры Евгеньевны по коммунальной квартире
- В. Рагозин
- Л. Афонский
- Л. Виноградова
- Александр Хрюков
- Жанна Хрюкова
- Лариса Соловьёва — заложница Кротова в аэропорту
- Е. Федорякин
- А. Семёнов
- Николай Дик — милиционер (в титрах не указан)
- Андрей Красильников (в титрах не указан)
- Татьяна Шаркова — мама с ребёнком в аэропорту (в титрах Т. Капитонова)
- Георгий Гурьянов — немецкий офицер (в титрах не указан)
- Павел Корнаков (в титрах не указан)

## Съёмочная группа
- Автор сценария — Юлиан Семёнов
- Режиссёр-постановщик — Семён Аранович
- Оператор-постановщик — Валерий Федосов
- Художник-постановщик — Владимир Светозаров
- Композитор — Александр Кнайфель
- Звукооператор — Эдуард Ванунц
- Редактор — Юрий Холин
- Консультанты — А. Курков, В. Дмитриев, В. Полозюк, Г. Зигаленко, Б. Скорин, В. Архипов
- Режиссёр — Ольга Баранова
- Оператор — Алексей Родионов
- Монтаж — Ирины Руденко
- Грим — О. Извековой
- Костюмы — Натальи Кочергиной
- Комбинированные съёмки:
  - Оператор — Михаил Покровский
  - Художник — В. Соловьёв
- Художники-декораторы — Виктор Иванов, Эдуард Орман
- Симфонический оркестр Ленинградской государственной филармонии
  - Дирижёр — Аркадий Штейнлухт
- В фильме использованы музыкальные инструменты Феликса Равдоникаса
- Ассистенты:
  - режиссёра — Сергей Аврутин, С. Байкова, Ю. Серов
  - оператора — В. Гусев, Р. Дауров, В. Бианки
  - звукооператора — А. Груздев
  - монтажёра — И. Арсеньева
- Мастер света — Л. Петров
- Цветоустановщик — И. Емельянова
- Мастер-пиротехник — А. Яковлев
- Административная группа — Э. Арциховский, Н. Волкова, В. Гайлюнас, В. Павлов, Валерий Смоляков
- Директор картины — Ада Ставиская

- В фильме также принимали участие:
Тамара Агаджанян (ассистент режиссёра), Владимир Алексеев (ассистент режиссёра), В. Бойцов, Н. Васильева, Е. Костенич, С. Кузнецов, С. Масликов, М. Овсянникова, П. Олехнович, З. Савельева, В. Солёнов, М. Соловцова, А. Фельдштейн, Екатерина Шапкайц (ассистент художника по костюмам), Н. Яскун
- Съёмочная группа благодарит личный состав органов внутренних дел Москвы, Ленинграда, Карельской АССР, Краснодарского края и Крымской области, а также личный состав авиаотрядов Ленинграда, Карельской АССР и Краснодарского края за помощь и участие в работе над фильмом.
- В картине использованы фрагменты из документальных фильмов: «Последнее слово», «Без срока давности», «Дело № 21», Материалы Госфильмофонда СССР и Красногорского архива кинофотодокументов.

## Звуковая дорожка
Песни в фильме исполняет Леонид Серебренников.
Хотя действие фильма происходит в 1979—1980 годах, в нём звучат вышедшие позднее песни — «Снег кружится» ВИА Пламя (1981) и «Трава у дома», которая была написана только в 1982 году, став всенародно известным хитом в исполнении группы «Земляне» только в следующем 1983 году.

## Производство
Сюжет фильма основывается на реальном факте, имевшем место в середине 1960-х годов в Магадане. Таксист Гацко убил старателя Мельчакова, забрал у него аккредитив и, уволившись, уехал со своей знакомой Петровой на Большую землю. Там он получил деньги убитого в сберкассе. Помимо обстоятельств дела, обращают на себя внимание совпадения фамилий и населённых пунктов, где происходили события: Гончаков-Мельчаков, Петрова, Коканд, Сочи и тому подобные обстоятельства. Тем не менее коллаборационистское прошлое убийцы уже является художественным вымыслом Юлиана Семёнова.
Олег Басилашвили в интервью телеканалу «Культура» сказал, что первоначальная оригинальная версия фильма была из 8 серий и в ней ставился вопрос о том, почему у значительной части советских людей в первые годы Великой Отечественной войны были пораженческие настроения. Но затем поступило порядка 400 замечаний сверху (что советское общество ещё не готово знать эту страшную правду), и Семён Аранович вынужден был оставить только 6 серий.
Часть эпизодов снимали в Новороссийске.